# Chiesa collegiata dei Santi Pietro e Stefano
La chiesa collegiata dei Santi Pietro, Paolo e Stefano è un edificio religioso rinascimentale con inserti barocchi che si trova a Bellinzona. L'edificio, sede della parrocchia della città ticinese, ospita numerose opere d'arte risalenti a un periodo fra il XV e il XIX secolo. Fra queste vi sono la grande acquasantiera nota col nome di Fontana Trivulzio, risalente al 1465, e un organo il cui nucleo originario risale al 1588.

## Storia
La chiesa trae il nome da due edifici religiosi precedenti: la chiesa di San Pietro, menzionata a partire dal 1168 a ridosso del Castelgrande, e quella di Santo Stefano, attestata sin dal 1424 e consacrata nel 1473. Proprio sulle fondamenta di quest'ultima fu realizzato, dal 1515 al 1543, l'edificio attuale, la cui costruzione fu seguita da Augusto Ronede. La data su un pilastro della navata, che riporta l'anno 1518, testimonia a tre anni dall'inizio dei lavori la rapidità d'esecuzione e la fedeltà, almeno fino a quel punto, al progetto.
Il progetto si rifece ai disegni di Tommaso Rodari di Maroggia, attivo come scultore e architetto presso il Duomo di Como.
Un anno prima del completamento delle opere prese il via la realizzazione delle volte, progettate da Antonio da Dongo, mentre il campanile fu realizzato a chiesa già completata, fra il 1567 e il 1573. Ulteriori modifiche vennero effettuate nel XVII secolo, quando al fianco settentrionale fu realizzato l'oratorio di Santa Marta. Fra il 1640 e il 1654 la facciata fu inoltre rivestita in pietra di Castione, mentre nel 1684 iniziò l'ampliamento del coro. Altri interventi su quest'ultima parte della chiesa, che oggi assume l'aspetto voluto da Giuseppe Caresana, furono effettuati fino al 1785.
Sulla sommità delle lesene sorgono le statue seicentesche dei re Davide e Salomone mentre, sul frontone centrale triangolare, svetta il simulacro della Vergine affiancato da due angeli della stessa epoca. Il portale maggiore, sul cui architrave si può ammirare lo stemma della città e, sopra, in una nicchia, la statua di S. Pietro, è attribuito a Giovanni Ghiringhelli, patrizio bellinzonese.
Il rosone di cinque metri di diametro a dodici raggi è stato eseguito verso la fine del Cinquecento o principio del Seicento. Ai suoi lati le statue dei santi Stefano e Lorenzo. Il campanile, che si erge sul lato settentrionale del tempio, iniziato nel 1567 e terminato nel 1583, accoglie alla sua sommità sei campane, tutte fuse nel 1823 dal Bizzozero di Varese.
Ottocentesca è invece la scalinata: il suo aspetto attuale, progettato da Giuseppe Artari, risale al 1875, ma la modifica iniziò nel 1849.
La chiesa fu restaurata tre volte nel XX secolo: l'intervento del 1912 fu complessivo, quello del 1981-1985 si soffermò solo sugli esterni e quello degli anni novanta, protrattosi dal 1990 al 1999, si occupò solo degli interni.

## Descrizione

### Esterni

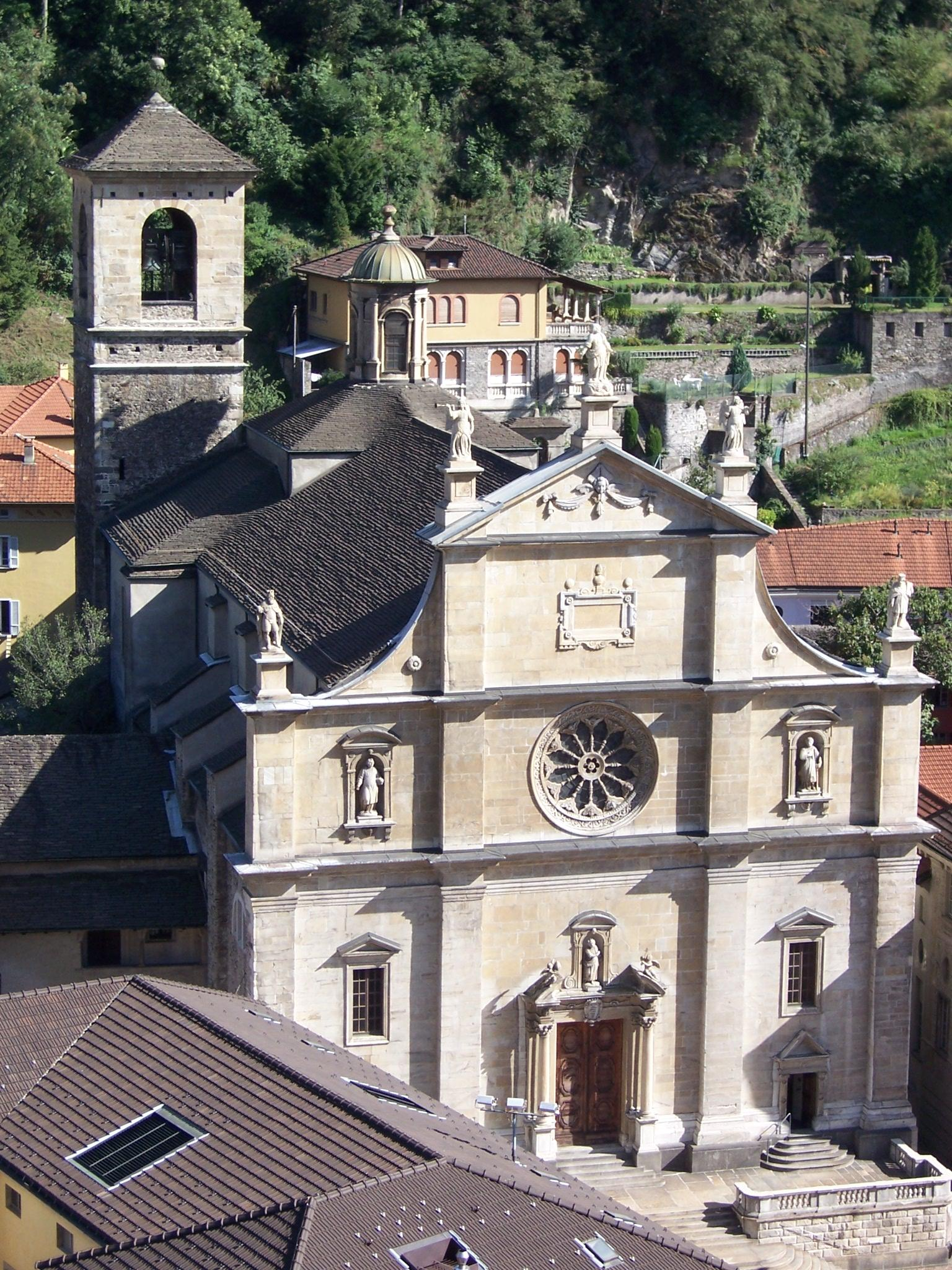
La facciata della collegiata

Nonostante la chiesa sia a navata unica, la facciata è suddivisa in tre fasce non ugualmente larghe, con un'impostazione che lascia intuire un interno a tre navate. Ciascuno dei tre corpi è dotato di un portale: quelli laterali, con frontone triangolare, sono rinascimentali, mentre quello principale è del 1640.
Su quest'ultimo, la cui realizzazione è stata attribuita a Giovanni Ghiringhelli, si trova una statua di San Pietro conservata entro una nicchia, sopra la quale si trova un cornicione. Il secondo ordine è caratterizzato da un rosone, mentre il terzo ospita un'iscrizione con la dedica ai santi Pietro e Stefano e l'anno 1654, data in cui le opere sulla facciata si conclusero. La fascia centrale è completata da un timpano di forma triangolare, sugli acroteri del quale si trovano tre statue, copie di sculture secentesche, che rappresentano rispettivamente la Madonna (al centro) e due angeli. Altre due copie delle statue originali si trovano agli estremi della facciata: si tratta delle sculture che ritraggono Re David e Re Salomone.
Il portale di sinistra, in marmo di Castione, è incorniciato da due paraste, concluse da conchiglie e decorate da medaglioni con teste scolpite e bassorilievi che recano alcuni simboli eucaristici e quello degli scalpellini (una sirena dotata di due code), gli Strumenti della Passione e alcune grottesche. Il portale è sormontato da un fregio, nel quale è raffigurato il monogramma di San Bernardino da Siena sostenuto da due putti. Altri putti sorreggono inoltre due festoni. Completano le decorazioni del fregio due immagini simboliche: Il pellicano che nutre i piccoli con il proprio sangue, che rappresenta la Passione, e La fenice che risorge dalle ceneri, che simboleggia invece la Risurrezione.
Il portale destro, invece, è affiancato da paraste con sei incavi e reca nel fregio un Clipeo crociato con la mano benedicente di Dio.
Entrambi i corpi laterali ospitano nel secondo ordine due statue di santi conservate entro altrettante nicchie: si tratta di Santo Stefano e San Lorenzo. Nei frontoni dei due portali, inoltre, erano presenti due statue, una in marmo e l'altra in terracotta policroma, che raffiguravano la Madonna col Bambino: entrambe, però, sono state rimosse dalla facciata durante il restauro degli anni ottanta del XX secolo. Degna di menzione è la statua in terracotta, pur incompleta: si tratterebbe di una eredità della chiesa quattrocentesca e ricorda lo stile di Francesco Solari e Giovanni Antonio Amadeo, suo allievo.

### Interni

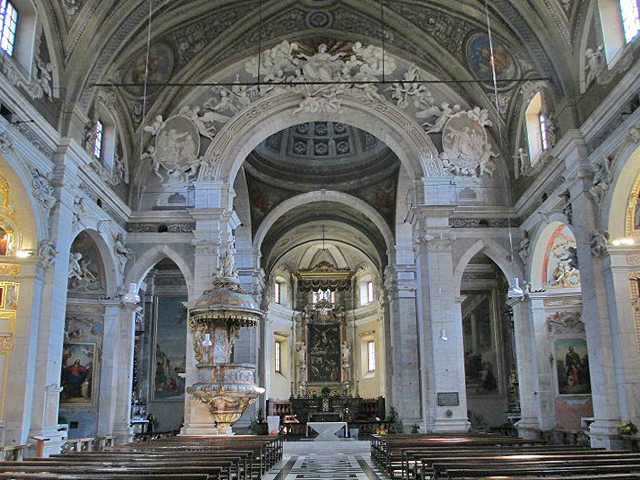
Interno

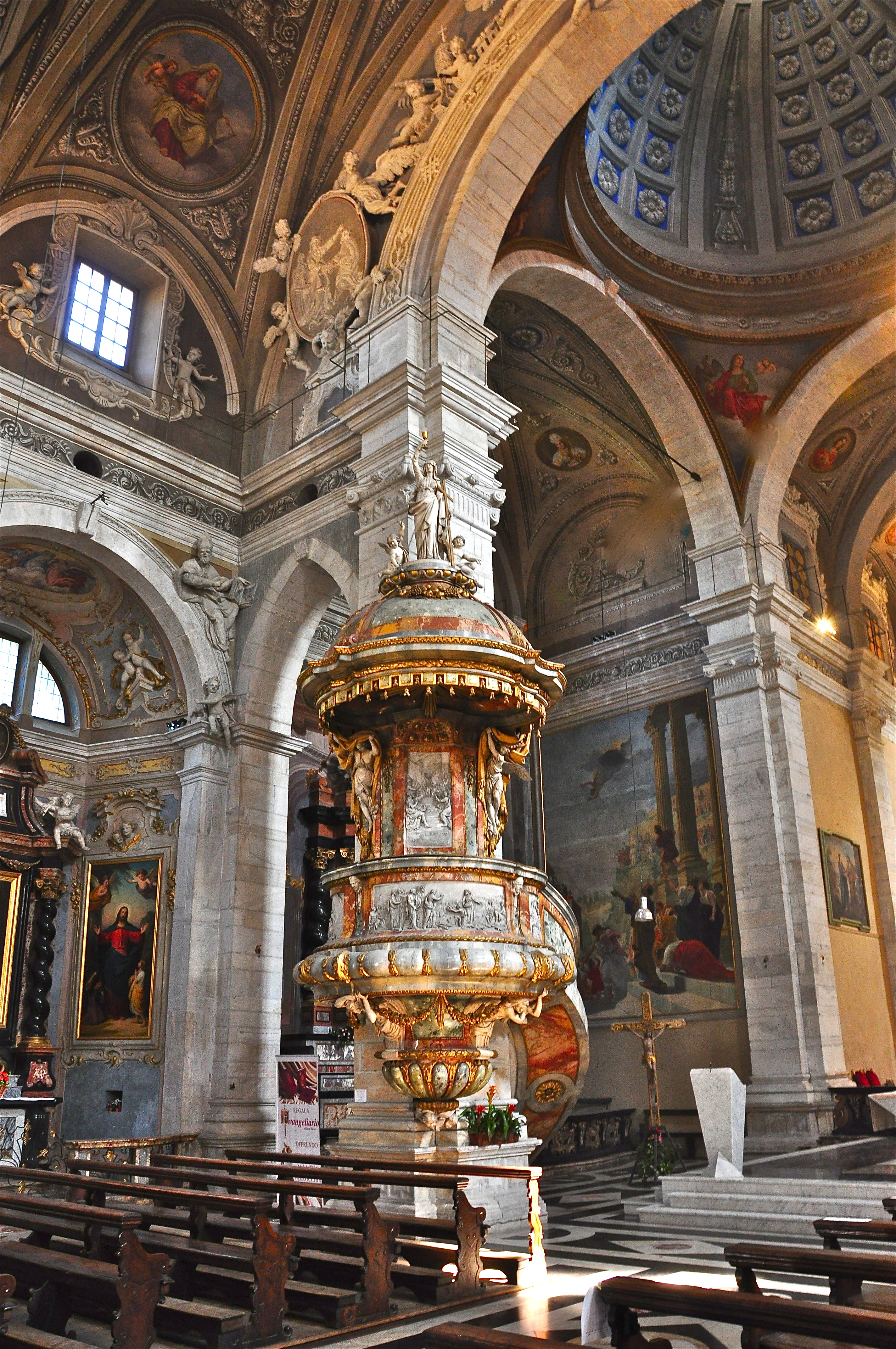
Il pulpito.

La navata, decorata in uno stile barocco molto più ricco della spoglia facciata, è dotata di pseudo-transetto coperto da una cupola con pennacchi, si conclude con un'abside di forma poligonale. La volta della navata è a botte lunettata, mentre quella del coro è a crociera.
Negli interni sono presenti decorazioni dipinte  da Giovanni Airaghi e Federico Boni nel tardo XIX secolo, ma successivamente modificate.

#### Le cappelle della navata
Sulla navata si aprono otto cappelle, quattro a destra e altrettante a sinistra, tutte dotate di finestre termali e decorate esternamente a stucco nel 1661 da Giovanni Battista Barberini e altri. Gli stucchi raffigurano gli Evangelisti, i Profeti, i Padri della Chiesa e alcune sibille.
Procedendo lungo il lato destro della navata, la prima cappella è dotata di un altare secentesco che ospita un paliotto in scagliola realizzato a metà del Settecento da Giuseppe Maria Pancaldi e una pala con le Storie di Gesù e della Vergine, dipinta intorno al 1669 forse da Francesco e Innocenzo Torriani. Nella cappella si trova inoltre una statua del 1884 che rappresenta San Gaetano di Thiene.
L'altare della cappella successiva, invece, è del 1747 e ospita una pala del 1782 con San Carlo Borromeo in adorazione del Crocifisso, affiancata da tre tele della metà del XVII secolo: dipinte alla maniera di Daniele Crespi, rappresentano San Nicola di Bari, San Luigi IX di Francia e le Storie della vita di San Carlo Borromeo. Nella cappella si conservano inoltre gli stucchi del 1647, realizzati da Domenico Pacciorini.
Proseguendo lungo la navata si incontra una cappella decorata a stucco nel 1596 da Giovanni Battista Lezzeno e Francesco Sala. L'altare, invece, è del 1778 e fu realizzato da Francesco Maria Colombara. Completano l'elenco delle decorazioni alcune tele, che coprono gli affreschi realizzati da Gian Giacomo Gorla nel 1560, dipinte nel primo decennio del XVII secolo da Camillo Procaccini: vi sono raffigurate l'Ultima cena, l'Incontro tra Abramo e Melchisedech, il Miracolo della manna, Elia soccorso dall'angelo e il Miracolo di Bolsena.
L'ultima cappella di destra, infine, ospita un altare settecentesco con una pala nella quale è rappresentata l'Estasi di San Luigi Gonzaga, tre tele del 1881 di Heinrich Kaiser (San Giuseppe, Gesù Bambino e San Giovannino) e il Martirio di una santa dipinto a metà del XVII secolo.
Procedendo invece sul lato sinistro, la prima cappella conserva stucchi tardo-secenteschi e due tele tardo-ottocentesche della bottega di Melchior Paul von Deschwanden con Sant'Antonio Abate che benedice un mendicante e San Giulio benedicente una famiglia. L'altare, la cui prima menzione risale al 1747, accoglie un paliotto in scagliola realizzato nel 1743 da Giuseppe Pancaldi e una pala di Heinrich Kaiser che raffigura Maria Bambina fra Sant'Anna e San Gioacchino (1877).
L'altare della cappella successiva, invece, fu citato per la prima volta nel 1669, ma ospita una pala di poco più antica, la Natività di Gesù del primo Seicento. Della fine del secolo sono invece gli stucchi che decorano le pareti, mentre le due tele, San Francesco Saverio e San Vincenzo con San Gregorio, sono di inizio Seicento.
Più antiche, del tardo XVI secolo, sono invece le decorazioni a stucco della terza cappella, che ospita un altare realizzato nel 1850 da Elia Buzzi e Maurilio Cattò. Secentesche, ma modificate nel XIX secolo, sono invece le tele con le Scene della vita di Santa Marta, dipinte da Bartolomeo Roverio e dai suoi allievi nel 1608.
L'ultima cappella, infine, conserva un altare d'inizio Settecento con la pala con il Sacro cuore di Gesù (1869), opera di Melchior Paul von Deschwanden come i dipinti Il figliol prodigo e Gesù che accoglie due bambini alle pareti (entrambi del 1869. La cappella è decorata a stucchi.

#### Le due acquasantiere rinascimentali
Nella navata sinistra spicca inoltre la cosiddetta Fontana Trivulzio, un'acquasantiera di grandi dimensioni realizzata nel 1465 assemblando tre parti di una fontana di marmo. A dimostrare l'origine dell'acquasantiera, che le vale anche il nome, sono alcuni fori, coperti durante la trasformazione, ancora visibili sia nella vasca che nel fusto in marmo: la fontana originaria si trovava originariamente a Vigevano, nel castello di Gian Giacomo Trivulzio, maresciallo di Francia, e prima di essere trasformata in acquasantiera fu spostata a Palazzo Trivulzio, a Roveredo. L'acquasantiera arrivò a Bellinzona entro il 1543.
La proprietà dell'acquasantiera, la cui prima menzione all'interno della chiesa risale al 1578, quando fu citata in occasione della visita all'edificio religioso da parte del vescovo di Vercelli Giovanni Francesco Bonomigni, fu rivendicata da Gian Francesco Trivulzio.
Sull'acquasantiera, con una vasca di forma ottagonale, trova posto un fonte battesimale, dotato di una copertura lignea a tempietto, realizzato da Gaspare Mola nel 1610 e circondato da una balaustra marmorea di forma circolare dello stesso periodo.
Sul bacino e sul fusto, scolpiti alla maniera di Giovanni Antonio Amadeo, è rappresentata una narrazione in chiave epica della vita di Francesco Sforza. La vasca, inoltre, porta su ciascuna faccia un emblema contornato da due mascheroni e motivi vegetali. Su ciascuna faccia del fusto, invece, sono rappresentati alcuni putti che reggono uno scudo.
Di rilievo è anche l'acquasantiera che si trova alla fine della navata destra, vicino all'arco trionfale: anch'essa quattrocentesca, conserva nella vasca, di forma ottagonale come quella dell'altra acquasantiera, parti della fontana di Palazzo Trivulzio, ma si differenzia dall'altra per il fusto, la cui realizzazione risente degli influssi di Tommaso Rodari.

#### Transetto e coro

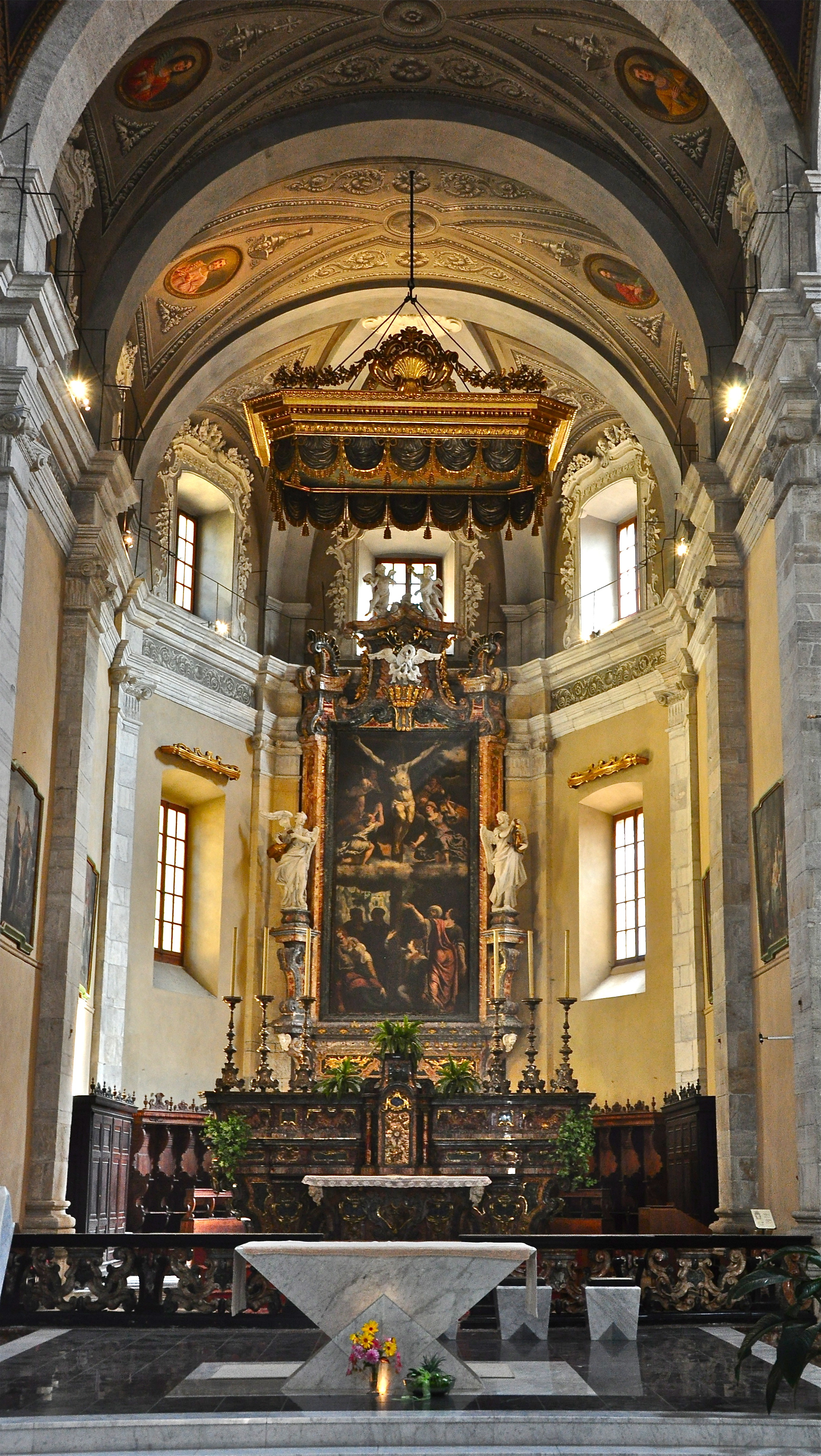
Il coro con l'altar maggiore.

Lo pseudo-transetto, preceduto dall'arco trionfale e da due archetti laterali a sesto acuto, è decorato con stucchi rococò, realizzati fra il 1748 e il 1750, che rappresentano l'Assunta fra gli angeli, la Consegna delle chiavi a san Pietro e il Martirio di santo Stefano. Le altre decorazioni sono affidate invece a dipinti murali realizzati nel 1887 da Agostino Caironi: la Lapidazione di Santo Stefano e la Caduta di Simon Mago.
Sul transetto si aprono due cappelle con balaustre settecentesche in marmi policromi. Quella di destra ospita, in un altare settecentesco intarsiato in marmo policromo, le reliquie di San Fulgenzio e alcuni dipinti murali di Giuseppe Antonio Orelli, che li realizzò nel 1770 raffigurandovi angeli musicanti e quadrature. L'altra cappella, invece, conserva un altro altare settecentesco in marmi policromi, al quale nel 1811 Giuseppe Catella sovrappose un tabernacolo e una mensa in stile neoclassico, con la statua della Madonna del Rosario (1658) di Raimondo Ferraboschi. I dipinti murali, realizzati forse da Rocco Torricelli nel 1812, rappresentano San Domenico di Guzmán e Santa Rosa da Lima.
Sull'arco trionfale, inoltre, si trova un pulpito della fase iniziale del Neoclassicismo: poggiato su atlanti e culminante in una personificazione scultorea della Fede (1784), il pulpito è in stucco lucido. La tribuna, inoltre, ospita tre bassorilievi di Grazioso e Gerolamo Francesco Rusca: vi sono raffigurati la Moltiplicazione dei pani e dei pesci, l'Adorazione dell'Agnello e il Sacrificio di Isacco.
Superato il transetto si accede infine al coro, di forma poligonale. Il coro ospita stalli in legno intagliato di fine Settecento. L'altare maggiore (1763), anch'esso in marmi policromi, è opera di Giuseppe Baroffio e ospita una pala del 1568, forse di Giovanni da Monte Cremasco o Simone Peterzana, con il Crocifisso e un ciclo di quattro tele della fine del XVIII secolo con le Storie della Vergine.

#### L'organo a canne
L'organo a canne Mascioni opus 1139, ospitato dalla cantoria realizzata nel 1701 da Defendente Cerino, è frutto della ricostruzione, avvenuta nel 1998, di uno strumento antico più volte rimaneggiato nel corso dei secoli, il cui nucleo originario risale al 1588 ed è opera di Graziadio Antegnati. La cassa lignea dipinta in stile barocco è ancora quella cinquecentesca; la mostra delle canne è costituita da due ali laterali e da una cuspide centrale di canne del registro di principale intervallate da due lesene. Lo strumento è a trasmissione integralmente meccanica ed ha due tastiere di 64 note ed una pedaliera a leggio di 20.

### Oratorio di Santa Marta
L'oratorio fu realizzato nel XVII secolo ma rimaneggiato nel successivo. Internamente, si presenta come un'aula rettangolare con soffitto a volta. Sia le pareti sia la volta riportano affreschi datati 1762, opere di artisti varesini. Nel centro del soffitto è raffigurato un Trionfo di Santa Marta, della quale l'altare in marmo del 1763 conserva una seicentesca statua in legno. L'oratorio fu ristrutturato negli anni 1967-'68.

## Galleria d'immagini

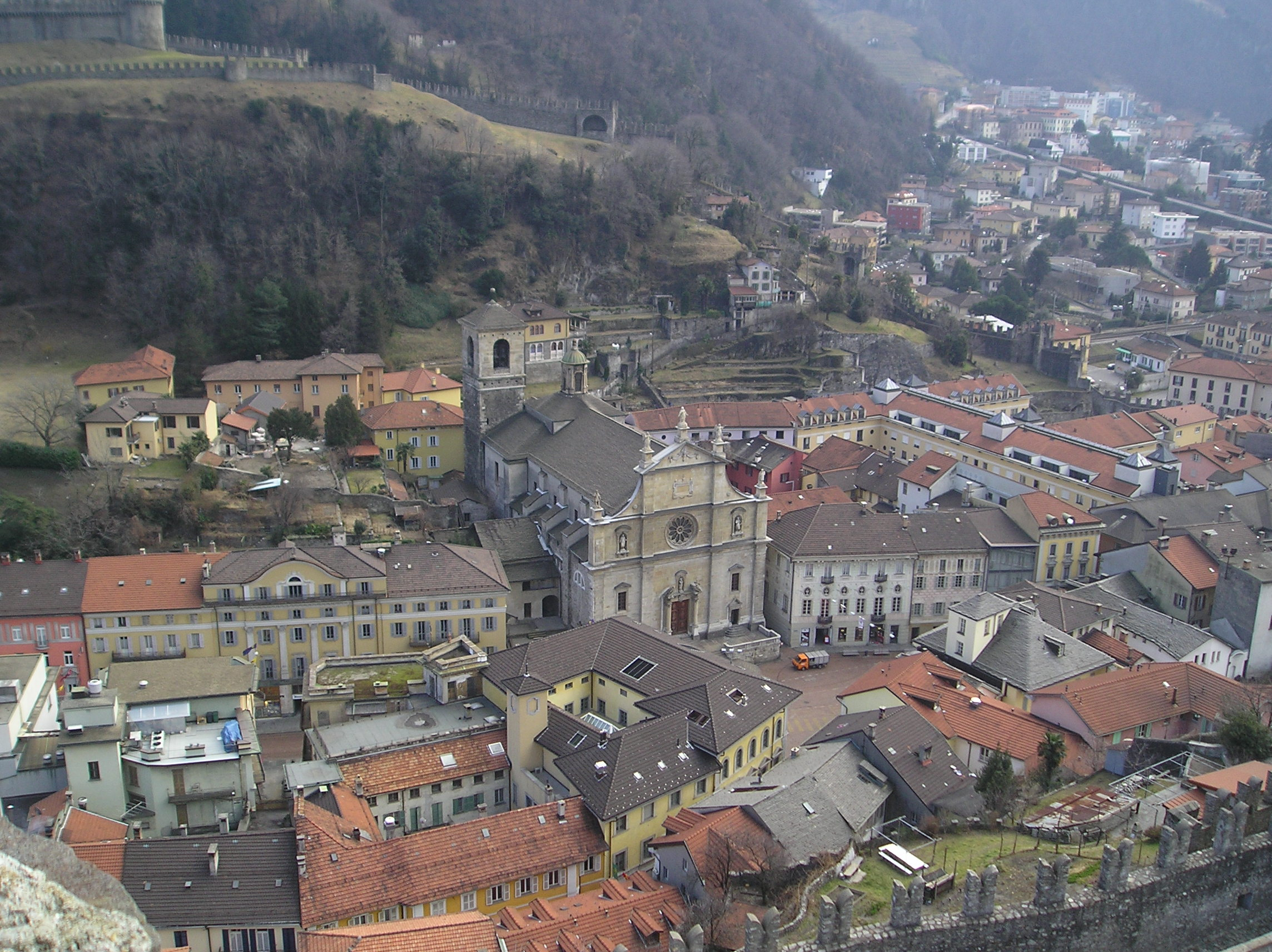
Veduta della chiesa dal Castelgrande
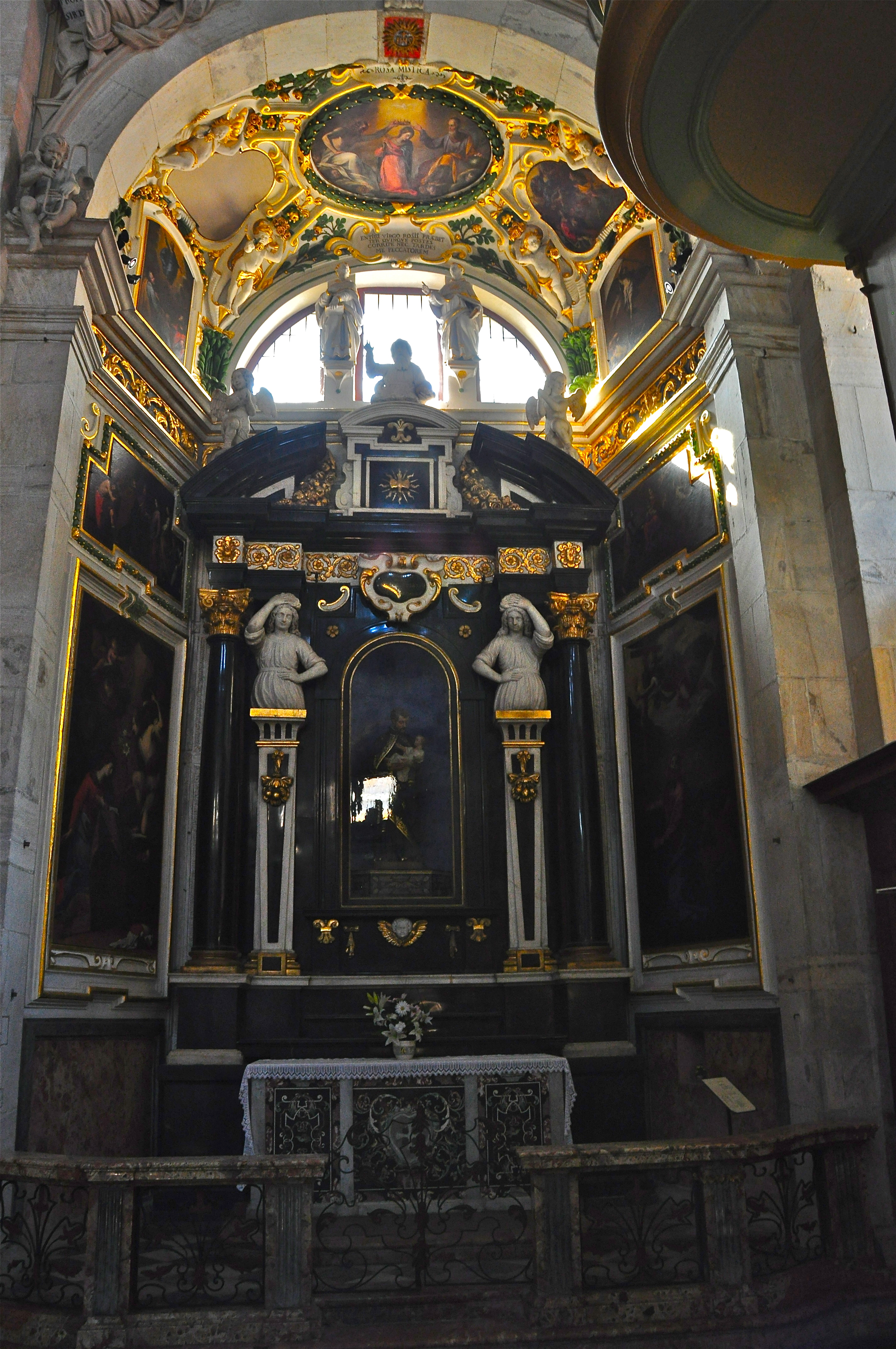
Primo altare alla destra, raffigura San Gaetano di Thiene del 1884. La pala dell'altare rappresenta le Storie di Gesù e della Vergine.
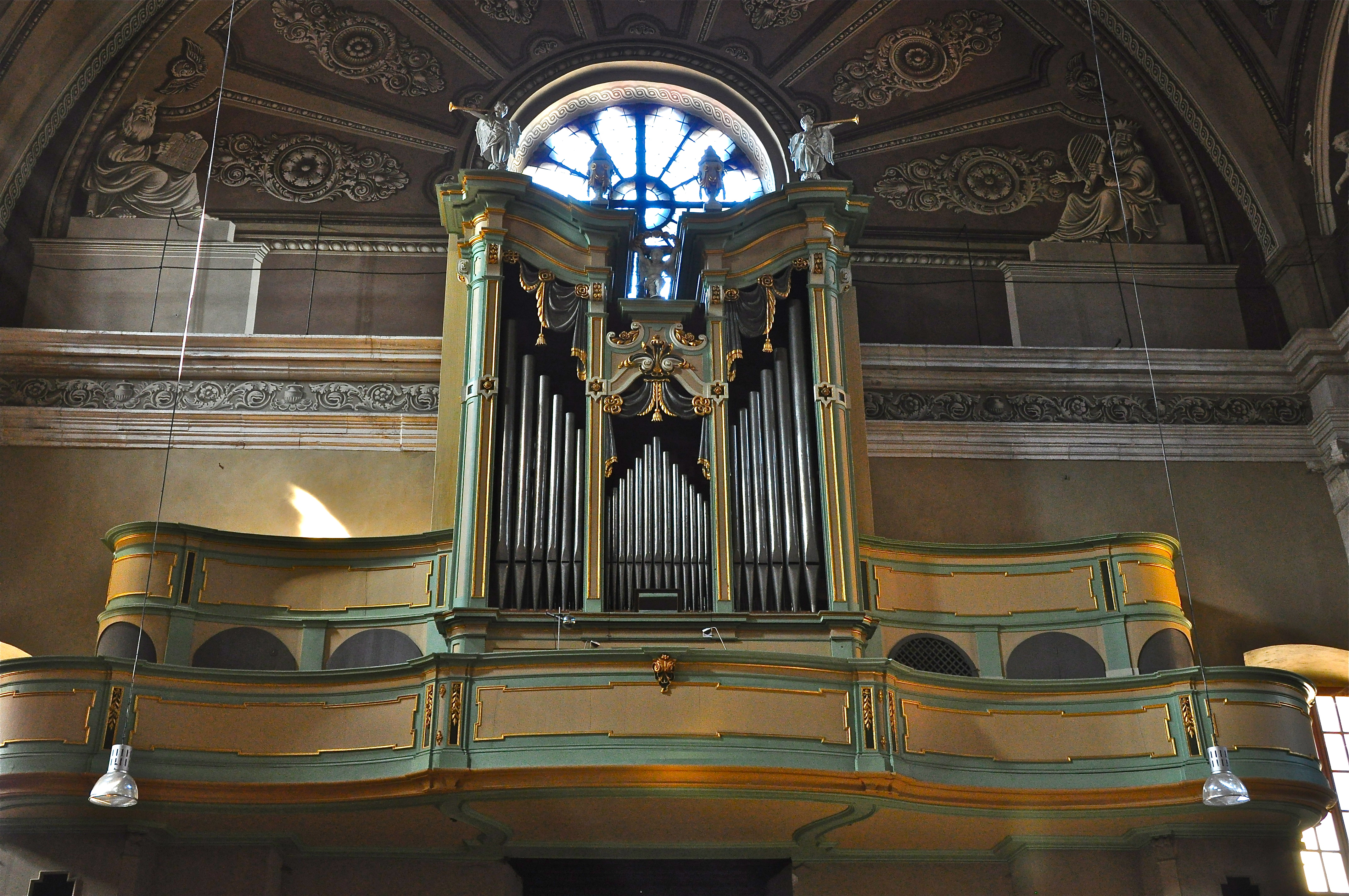
L'organo della famiglia Antegnati datato 1588.